# Hiệp hội bóng đá Montenegro
Hiệp hội bóng đá Montenegro (tiếng Montenegro: Fudbalski savez Crne Gore; tiếng Cyrill: Фудбалски савез Црне Горе) là tổ chức quản lý, điều hành các hoạt động bóng đá ở Montenegro. Hiệp hội quản lý đội tuyển bóng đá quốc gia Montenegro, tổ chức các giải bóng đá như vô địch quốc gia và cúp quốc gia. Hiệp hội bóng đá Montenegro mới gia nhập FIFA và UEFA năm 2007 sau khi Montenegro tách ra khỏi Liên bang Serbia và Montenegro.